# Oscar del Calcio
Oscar del Calcio (Óscar do Futebol) são os prémios entregues anualmente pela Associazione Italiana Calciatori para os melhores profissionais do futebol italiano. São os próprios jogadores que escolhem os vencedores de cada categoria.
A primeira edição aconteceu em 1997 e teve as seguintes categorias:
- Melhor Futebolista do Ano (Migliore Calciatore Assoluto)
- Melhor Futebolista Italiano (Miglior Calciatore Italiano)
- Melhor Futebolista Estrangeiro (Miglior Calciatore Straniero)
- Melhor Jovem Futebolista (Miglior Calciatore Giovane)
- Melhor Guarda-redes/Goleiro (Miglior Portiere)
- Melhor Zagueiro (Miglior difensore)
- Melhor Treinador (Miglior Allenatore)
- Melhor Árbitro (Miglior Arbitro)

A partir de 2000 foi adicionada a categoria Melhor Defensor (Miglior difensore) e a categoria Melhor Equipe/a foi removida.
Os vencedores de Melhor Futebolista Italiano e Melhor Futebolista Estrangeiro disputam o título de Melhor Futebolista do Ano.

## Vencedores

### 1997
| Futebolista do Ano      | Roberto Mancini   | Sampdoria/Lazio   |
| Futebolista Italiano    | Roberto Mancini   | Sampdoria/Lazio   |
| Futebolista Estrangeiro | Zinédine Zidane   | Juventus          |
| Jovem Futebolista       | Filippo Inzaghi   | Atalanta/Juventus |
| Guarda-redes/Goleiro    | Angelo Peruzzi    | Juventus          |
| Defensor                | Não houve         |                   |
| Treinador               | Marcello Lippi    | Juventus          |
| Árbitro                 | Pierluigi Collina |                   |

### 1998
| Futebolista do Ano      | Ronaldo              | Internazionale |
| Futebolista Italiano    | Alessandro Del Piero | Juventus       |
| Futebolista Estrangeiro | Ronaldo              | Internazionale |
| Jovem Futebolista       | Alessandro Nesta     | Lazio          |
| Guarda-redes/Goleiro    | Angelo Peruzzi       | Juventus       |
| Defensor                | Não houve            |                |
| Treinador               | Marcello Lippi       | Juventus       |
| Árbitro                 | Pierluigi Collina    |                |

### 1999
| Futebolista do Ano      | Christian Vieri    | Internazionale |
| Futebolista Italiano    | Christian Vieri    | Internazionale |
| Futebolista Estrangeiro | Gabriel Batistuta  | Fiorentina     |
| Jovem Futebolista       | Francesco Totti    | Roma           |
| Guarda-redes/Goleiro    | Gianluigi Buffon   | Parma          |
| Defensor                | Não houve          |                |
| Treinador               | Alberto Zaccheroni | Milan          |
| Árbitro                 | Stefano Braschi    |                |

### 2000
| Futebolista do Ano      | Francesco Totti     | Roma          |
| Futebolista Italiano    | Francesco Totti     | Roma          |
| Futebolista Estrangeiro | Shevchenko          | Milan         |
| Jovem Futebolista       | Roberto Baronio     | Perugia/Lazio |
| Guarda-redes/Goleiro    | Francesco Toldo     | Fiorentina    |
| Defensor                | Alessandro Nesta    | Lazio         |
| Treinador               | Sven Göran Eriksson | Lazio         |
| Árbitro                 | Pierluigi Collina   |               |

### 2001
| Futebolista do Ano      | Zinédine Zidane  | Juventus       |
| Futebolista Italiano    | Francesco Totti  | Roma           |
| Futebolista Estrangeiro | Zinédine Zidane  | Juventus       |
| Jovem Futebolista       | Antonio Cassano  | Bari/Roma      |
| Guarda-redes/Goleiro    | Gianluigi Buffon | Parma/Juventus |
| Defensor                | Alessandro Nesta | Lazio          |
| Treinador               | Carlo Ancelotti  | Juventus       |
| Árbitro                 | Stefano Braschi  |                |

### 2002
| Futebolista do Ano      | David Trézéguet   | Juventus       |
| Futebolista Italiano    | Christian Vieri   | Internazionale |
| Futebolista Estrangeiro | David Trézéguet   | Juventus       |
| Jovem Futebolista       | Matteo Brighi     | Bologna/Parma  |
| Guarda-redes/Goleiro    | Gianluigi Buffon  | Juventus       |
| Defensor                | Alessandro Nesta  | Lazio/Milan    |
| Treinador               | Luigi Del Neri    | Chievo         |
| Árbitro                 | Pierluigi Collina |                |

### 2003
| Futebolista do Ano      | Francesco Totti Pavel Nedvěd | Roma Juventus |
| Futebolista Italiano    | Francesco Totti              | Roma          |
| Futebolista Estrangeiro | Pavel Nedvěd                 | Juventus      |
| Jovem Futebolista       | Antonio Cassano              | Roma          |
| Guarda-redes/Goleiro    | Gianluigi Buffon             | Juventus      |
| Defensor                | Alessandro Nesta             | Milan         |
| Treinador               | Marcello Lippi               | Juventus      |
| Árbitro                 | Pierluigi Collina            |               |

### 2004
| Futebolista do Ano      | Kaká              | Milan |
| Futebolista Italiano    | Francesco Totti   | Roma  |
| Futebolista Estrangeiro | Kaká              | Milan |
| Jovem Futebolista       | Alberto Gilardino | Parma |
| Guarda-redes/Goleiro    | Dida              | Milan |
| Defensor                | Paolo Maldini     | Milan |
| Treinador               | Carlo Ancelotti   | Milan |
| Árbitro                 | Pierluigi Collina |       |

### 2005
| Futebolista do Ano      | Alberto Gilardino  | Parma/Milan |
| Futebolista Italiano    | Alberto Gilardino  | Parma/Milan |
| Futebolista Estrangeiro | Zlatan Ibrahimović | Juventus    |
| Jovem Futebolista       | Giampaolo Pazzini  | Fiorentina  |
| Guarda-redes/Goleiro    | Gianluigi Buffon   | Juventus    |
| Defensor                | Fabio Cannavaro    | Juventus    |
| Treinador               | Fabio Capello      | Juventus    |
| Árbitro                 | Pierluigi Collina  |             |

### 2006
| Futebolista do Ano      | Fabio Cannavaro   | Juventus       |
| Futebolista Italiano    | Fabio Cannavaro   | Juventus       |
| Futebolista Estrangeiro | Kaká David Suazo  | Milan Cagliari |
| Jovem Futebolista       | Daniele De Rossi  | Roma           |
| Guarda-redes/Goleiro    | Gianluigi Buffon  | Juventus       |
| Defensor                | Fabio Cannavaro   | Juventus       |
| Treinador               | Luciano Spalletti | Roma           |
| Árbitro                 | Roberto Rosetti   |                |

### 2007
| Futebolista do Ano      | Kaká               | Milan          |
| Futebolista Italiano    | Francesco Totti    | Roma           |
| Futebolista Estrangeiro | Kaká               | Milan          |
| Jovem Futebolista       | Riccardo Montolivo | Fiorentina     |
| Guarda-redes/Goleiro    | Angelo Peruzzi     | Lazio          |
| Defensor                | Marco Materazzi    | Internazionale |
| Treinador               | Luciano Spalletti  | Roma           |
| Árbitro                 | Roberto Rosetti    |                |

### 2008
| Futebolista do Ano      | Zlatan Ibrahimović   | Internazionale |
| Futebolista Italiano    | Alessandro Del Piero | Juventus       |
| Futebolista Estrangeiro | Zlatan Ibrahimović   | Internazionale |
| Jovem Futebolista       | Marek Hamšík         | Napoli         |
| Guarda-redes/Goleiro    | Gianluigi Buffon     | Juventus       |
| Defensor                | Giorgio Chiellini    | Juventus       |
| Treinador               | Cesare Prandelli     | Fiorentina     |
| Árbitro                 | Roberto Rosetti      |                |

### 2009
| Futebolista do Ano      | Zlatan Ibrahimović | Internazionale |
| Futebolista Italiano    | Daniele De Rossi   | Roma           |
| Futebolista Estrangeiro | Zlatan Ibrahimović | Internazionale |
| Jovem Futebolista       | Alexandre Pato     | Milan          |
| Guarda-redes/Goleiro    | Júlio César        | Internazionale |
| Defensor                | Giorgio Chiellini  | Juventus       |
| Treinador               | José Mourinho      | Internazionale |
| Árbitro                 | Roberto Rosetti    |                |

### 2010
| Futebolista do Ano      | Diego Milito                    | Internazionale          |
| Futebolista Italiano    | Antonio Di Natale               | Udinese                 |
| Futebolista Estrangeiro | Diego Milito                    | Internazionale          |
| Jovem Futebolista       | Javier Pastore                  | Palermo                 |
| Guarda-redes/Goleiro    | Júlio César                     | Internazionale          |
| Defensor                | Giorgio Chiellini Walter Samuel | Juventus Internazionale |
| Treinador               | José Mourinho                   | Internazionale          |
| Árbitro                 | Emidio Morganti                 |                         |

### Por clube
| Clube          | Futebolista do Ano | Futebolista Italiano | Futebolista Estrangeiro | Jovem Futebolista | Guarda-redes/Goleiro | Defensor | Treinador | Total |
| -------------- | ------------------ | -------------------- | ----------------------- | ----------------- | -------------------- | -------- | --------- | ----- |
| Juventus       | 4                  | 3                    | 5                       | 1                 | 8                    | 5        | 5         | 31    |
| Internazionale | 4                  | 1                    | 4                       | -                 | 2                    | 2        | 2         | 15    |
| Roma           | 2                  | 6                    | -                       | 4                 | -                    | -        | 2         | 14    |
| Milan          | 2                  | -                    | 4                       | 1                 | 1                    | 2        | 2         | 12    |
| Lazio          | 1                  | 1                    | -                       | 1                 | 1                    | 3        | 1         | 8     |
| Parma          | 1                  | 1                    | -                       | 1                 | 2                    | -        | -         | 5     |
| Fiorentina     | -                  | -                    | 1                       | 2                 | 1                    | -        | 1         | 5     |
| Sampdoria      | 1                  | 1                    | -                       | -                 | -                    | -        | -         | 2     |
| Udinese        | -                  | 1                    | -                       | -                 | -                    | -        | -         | 1     |
| Cagliari       | -                  | -                    | 1                       | -                 | -                    | -        | -         | 1     |
| Atalanta       | -                  | -                    | -                       | 1                 | -                    | -        | -         | 1     |
| Bari           | -                  | -                    | -                       | 1                 | -                    | -        | -         | 1     |
| Bologna        | -                  | -                    | -                       | 1                 | -                    | -        | -         | 1     |
| Napoli         | -                  | -                    | -                       | 1                 | -                    | -        | -         | 1     |
| Palermo        | -                  | -                    | -                       | 1                 | -                    | -        | -         | 1     |
| Reggina        | -                  | -                    | -                       | 1                 | -                    | -        | -         | 1     |
| Chievo         | -                  | -                    | -                       | -                 | -                    | -        | 1         | 1     |

Legenda
|  |                                        |
|  | Clube com mais prêmios nesta categoria |